# Jules-Alexandre Grün
Jules-Alexandre Grün (Parijs 25 mei 1868 – aldaar 15 februari 1938) was een Franse postimpressionistische schilder, illustrator en postermaker. Zijn bekendste schilderij is waarschijnlijk Het einde van het diner dat hij in 1913 schilderde.

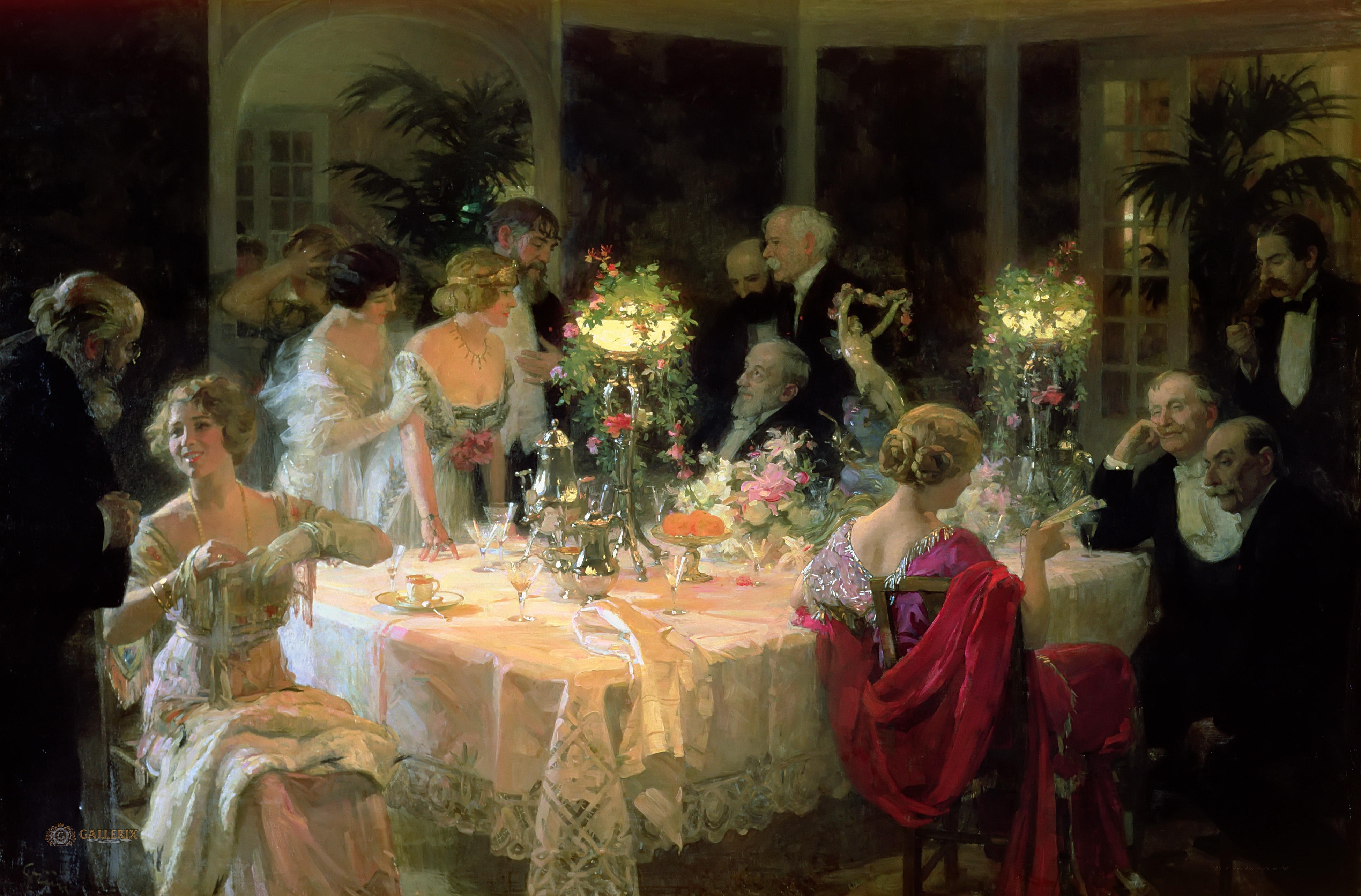
Het einde van het diner
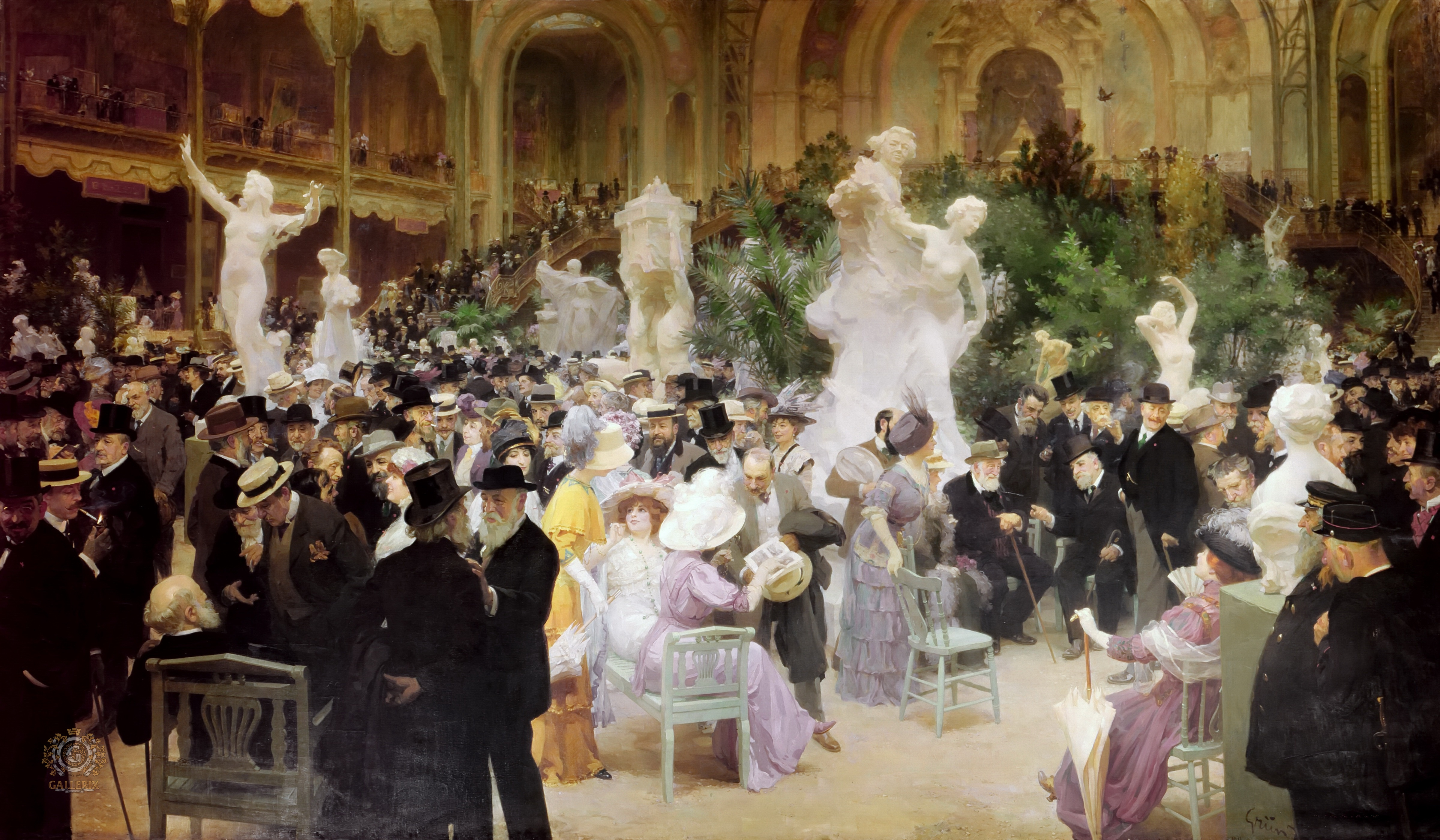
Salon van Franse artiesten